# Inondations de 2022 au Nigeria
De fortes inondations ont éclaté de mai à octobre 2022 au Nigeria.
Selon le gouvernement fédéral, cette catastrophe naturelle a entraîné la mort de plus de 603 personnes. Plus de 2 400 personnes sont blessées et 1,4 million de personnes sont déplacées. Aussi, plus de 82 035 maisons sont endommagées sur 332 327 hectares de terres.  En octobre 2022, au moins 200 000 maisons sont totalement ou partiellement envahies et détruites par les eaux. Le 7 du même mois, un bateau fuyant les inondations chavire sur le fleuve Niger, causant 76 morts.
Ces inondations sont causées par de fortes pluies et la libération des eaux du barrage de Lagdo à partir du 13 septembre 2022, au Cameroun voisin. Elles sont aggravées par le changement climatique,. Les inondations sont considérées comme les pires pour le pays, le plus peuplé d'Afrique, depuis celles de 2012.

## Causes
Le gouvernement nigérian justifie ces inondations par des pluies diluviennes et le dérèglement climatique. Le coordinateur humanitaire des Nations Unies pour le Nigeria, Matthias Schmale, soutient également ces arguments. Il détaille que le changement climatique au Nigeria est responsable d’inondations, de sécheresses, d’une diminution de la qualité de l’air et de la perte d’habitat.
D'après une étude réalisée par le réseau World Weather Attribution (Attribution du climat mondial), les inondations deviennent plus récurrentes et intenses en raison du changement climatique. Le réseau justifie cette catastrophe par la hausse de la pluviométrie des mois de juin à septembre dans les bassins versants du lac Tchad et du cours inférieur du fleuve Niger.
Le 12 septembre 2022, les inondations prennent de l'ampleur à la libération permanente d'eau du barrage de Lagdo, au Cameroun. L'excès d'eau libéré par le barrage se déverse dans la rivière Benue et ses affluents, inondant les communautés de plusieurs Etats dans tout le pays. Pour mémoire, en 1982, les autorités nigérianes prévoient la construction d'un deuxième barrage dans l'État d'Adamawa pour contenir le débordement. Connu sous le nom de projet de barrage Dasin Hausa dans le village de Dasin à Fufore sans être encore construit,.
La ministre nigériane des Affaires humanitaires, de la Gestion des catastrophes et du Développement social, Sadiya Umar Farouq, déclare qu'« il y avait suffisamment d'avertissements et d'informations sur les inondations de 2022 » et reproche aux gouvernements locaux, aux États et aux communautés de ne pas avoir agi rapidement malgré les avertissements.
La construction inconsidérée sur les plaines inondables naturelles et les voies d'évacuation des eaux pluviales, ainsi que les systèmes de drainage médiocres dans de nombreuses zones résidentielles, obstruent les canaux avec des déchets. L’application laxiste des lois environnementales n’a fait qu’aggraver encore davantage les problèmes.

## Conséquences
Alors que le Nigeria connaît des inondations saisonnières, celles de 2022 sont considérées comme les pires depuis 2012 au Nigeria. Les inondations commencent en juin en touchant plus de deux millions de personnes répartis dans 33 des 36 États du Nigeria,,,.
En octobre 2022, plus de 600 personnes sont mortes et plus de 2 400 sont blessées. En août, le Nigeria comptabilise 372 morts des suites d'inondations. Dans le nord-est du Nigeria, les autorités attribuent une épidémie de choléra à la contamination des sources d’eau par les inondations. Au moins 64 personnes en sont mortes.
De nombreux Nigérians qui vivent dans des plaines inondables ne peuvent plus se retourner dans leurs résidences à la baisse du niveau des eaux après les inondations annuelles. De même, environ 110 000 hectares de terres agricoles finissent englouties et des prix des denrées alimentaires flambent de 23 %.
Selon l'Organisation des Nations Unies pour l'alimentation et l'agriculture et le Programme alimentaire mondial, le Nigeria est confronté à un risque élevé de famine catastrophique. Le 13 octobre 2022, le Coordonnateur humanitaire des Nations Unies pour le Nigeria, Matthias Schmale, indique que 19 millions de personnes au Nigeria sont en situation d'insécurité alimentaire dont 4,7 millions d'enfants menacés de malnutrition. Environ 400 000 enfants dans le nord et le nord-est du pays et 500 000 autres dans les États de Sokoto, Zamfara et Katsina, au nord-ouest, sont exposés à la malnutrition aiguë sévère. Les inondations sévissent jusqu'en novembre dans les États du sud d' Anambra, Delta, Rivers, Cross River et Bayelsa.

### Les Etats touchés

#### État d'Adamawa
Fin août, les inondations dans l’État d’Adamawa font 10 morts avec des dizaines de maisons saccagées.

#### État d'Anambra
Le 7 octobre 2022, 76 personnes finissent noyées après le chavirement d'un bateau surchargé à la fuite de ces inondations. Les communautés riveraines de l’État sont submergées par les inondations.
L'église catholique Madonna de trois étages à Iyiowa, dans l'ouest d'Anambra, s'effondre à cause des inondations du 9 octobre.
Des victimes des inondations sont hébergées dans 28 camps de déplacés dans l'État d'Anambra pour des prises en charge Pour réduire le stress et les difficultés des victimes des inondations, des camps de déplacés internes (PDI) sont installés dans différents endroits de l’État d’Anambra:
Camp de l'école primaire Crowther Memorial, Onitsha, État d'Anambra : Ce camp abrite des victimes des inondations de différentes communautés, notamment Mmiata-Anam, Umudora-Anam, Nzam, Ukwala, Inoma et Owele de la zone de gouvernement local d'Anambra Ouest, dans l'État d'Anambra. En 2022, il y a environ 1 800 réfugiés dont 5 femmes enceintes dans ce camp. Mais, ces femmes sont soignées à l'hôpital général d'Onitsha après l'accouchement dans le camp de personnes déplacées.
Personnes déplacées à l'intérieur du pays (PDI) dans la zone du conseil d'Onitsha Nord : Le camp de PDI enregistre environ 400 sinistrés d'Umuoba Anam, d'Ekpe Nneyi et de l'État du Delta. Ces victimes d'inondations sont hébergées dans ce camp où du matériel de secours et d'autres produits de première nécessité sont distribués,.
Camp de la zone de gouvernement local d'Ogbaru : Situé dans la communauté d'Atani, il est saccagé par une inondation lors de laquelle les victimes sont évacués avec des canoës.
Camp de déplacés d'Umueri
Camp de déplacés d'Aguleri

#### État de Bayelsa
Dans la région du sud, Bayelsa, 300 communautés sont touchées par les inondations, avec au moins de 1,3 million de personnes victimes de la catastrophe naturelle. Environ 96 personnes sont mortes tandis qu'environ 1,2 million de personnes sont déplacées. Le gouvernement local publie un rapport qui précise que de 71 à 77 % des habitants de Yenagoa, capitale de l'État de Bayelsa sont victimes d'effondrement de bâtiments, de la perte d'articles ménagers, de la destruction de bétail et d'autres biens.

#### État du Delta
Entre le 26 novembre et le 7 décembre 2022, 78 640 personnes sont déclarées touchées par les inondations dans 18 localités de l'État du Delta.

#### État de Jigawa
Dans l'État de Jigawa, des inondations entrainent la mort de 92 personnes d'août à septembre 2022 selon les autorités.

#### État de Kano
Plus tôt dans l’année, l’Agence météorologique nigériane alerte les populations sur des inondations imminentes dans l’État.

#### État de Kogi
Lokoja, située au confluent des fleuves Benue et Niger, est l'une des zones les plus touchées par les inondations.

#### État du Niger
À Mariga, dans l’État du Niger, plus de 1 500 cadavres sont emportés par les eaux dans un cimetière. Les autorités déclarent  650 corps retrouvés et ré-enterrés.

#### État de Yobe
Des inondations frappent aussi l'État de Yobe en juillet avec quatre morts annoncés dans la population.